# Edmund Szeparowycz
Edmund Szeparowycz, ukr. Едмунд Шепарович (ur. 1889, zm. 1967 w Wiedniu) – oficer cesarskiej i królewskiej Armii i Ukraińskiej Armii Halickiej.

## Życiorys
Urodził się w rodzinie Feliksa (1865–1917), podpułkownika 22 Pułku Piechoty Obrony Krajowej, komendanta Okręgu Pospolitego Ruszenia Nr 22 w Czerniowcach.
W czasie I wojny światowej walczył w szeregach Pułku Dragonów Nr 8. 1 listopada 1916 został mianowany na stopień porucznika w korpusie oficerów kawalerii. 
Pod koniec 1918 wstąpił do UHA, uzyskując stopień majora. Dowodził zapasowym pułkiem konnym w Stryju, od czerwca 1919 był dowódcą 1 Konnej Brygady UHA.
Po przejściu do Czerwonej Ukraińskiej Armii Halickiej jego brygada została przeformowana w 3 Halicki Pułk Konny, jednak pozostawiono go na stanowisku dowódcy pułku.
6 kwietnia 1920 jego pułk zbuntował się, zaatakował Armię Czerwoną, zajął Tyraspol, a następnie po długim marszu 6 maja połączył się z armią Ukraińskiej Republiki Ludowej w trakcie polsko-ukraińskiej ofensywy na Kijów.
W 1920 wystąpił ze służby w armii URL, i wyjechał na emigrację do Wiednia.

## Ordery i odznaczenia
W czasie służby w cesarskiej i królewskiej Armii otrzymał:
- Krzyż Zasługi Wojskowej 3 klasy z dekoracją wojenną i mieczami,
- Signum Laudis Srebrny Medal Zasługi Wojskowej z mieczami na wstążce Krzyża Zasługi Wojskowej,
- Signum Laudis Brązowy Medal Zasługi Wojskowej z mieczami na wstążce Krzyża Zasługi Wojskowej,
- Krzyż Wojskowy Karola[2].